# Борисик, Юлия Михайловна
Юлия Михайловна Борисик (род. 11 февраля 1984, Бобруйск, Могилёвская область) — белорусская самбистка и дзюдоистка, чемпионка Белоруссии по дзюдо, призёр чемпионата Европы по дзюдо, чемпионка и призёр чемпионатов мира среди военнослужащих по дзюдо, чемпионка мира среди студентов по дзюдо, чемпионка и призёр чемпионатов Европы и мира по самбо, Заслуженный мастер спорта Республики Беларусь.

## Спортивные результаты
- Чемпионат Белоруссии по дзюдо 2006 года — ;